# Monestir de Santa María de las Cuevas

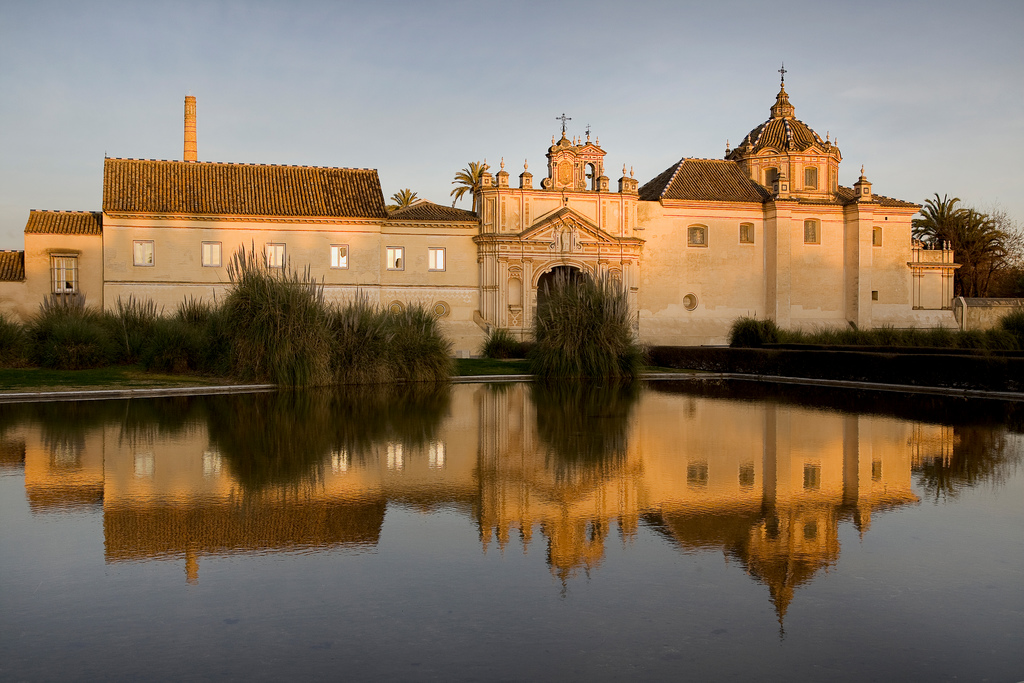
Vista del monestir

El Monestir de Santa María de las Cuevas o simplement la Cartuja, és a l'illa de la Cartuja de Sevilla, Espanya. És una de les quatre cartoixes, monestirs de l'Orde de la Cartoixa, que hi ha a Andalusia. Des de 1997 acull la seu del Centre Andalús d'Art Contemporani. i del rectorat de la Universitat Internacional d'Andalusia.
Abans de passar a ser terreny monàstic, els almohades en el segle xii li van construir forns de terrissaires de cocció aprofitant la seva situació al costat del riu i per l'abundància d'argiles que extreien fent coves i que més tard continuarien amb l'extracció d'argila també els terrissaires de Triana. Hi ha una llegenda del voltant de l'any 1248 que explica que es va trobar una imatge de la Verge Maria en una de les coves (se suposa que la van amagar durant l'època musulmana), a partir de llavors es construeix l'ermita Santa María de las Cuevas per venerar la icona, a la fi del segle xiv, era dirigida per l'orde dels franciscans.
L'any 1400 canvia a monestir, fundat pel llavors Arquebisbe de Sevilla, Gonzalo de Mena (mort l'any següent a causa d'una epidèmia) ajudat pel noble Ruy González de Medina, els franciscans van ser traslladats a Aljarafe i al terreny es van afegir extenses propietats. En ser membre d'una de les famílies de més renom va deixar petjada en el monument plasmant l'escut heràldic familiar a les entrades i principals estades. A la fi del segle xv s'estableix al monestir l'Orde de la Cartoixa, fundada per Bru de Colònia.
El terratrèmol de Lisboa de 1755 va afectar greument l'edifici. Fins a començaments del segle xix, la Cartuja va ser un monestir més on es practicava l'oració, dejuni i el silenci (reflectit en els quadres de Zurbarán - Museu de Belles Arts), era auster en els seus cenobis, però destacava la seva gran decoració que va ser aportada pels seus benefactors des dels principis de la seva existència, fins que es van succeir els fets de la invasió per tropes franceses.